# Sis dies de Sydney
Els Sis dies de Sydney era una cursa de ciclisme en pista, de la modalitat de sis dies, que es corria a Sydney (Austràlia). La seva primera edició data del 1911 i es va disputar fins al 1974. Ken Ross, amb tres victòries, és el ciclista que més vegades l'ha guanyat.

## Palmarès
| Any       | Primers                                        | Segons                                         | Tercers                               |
| --------- | ---------------------------------------------- | ---------------------------------------------- | ------------------------------------- |
| 1911      | Alfred Goullet · Paddy Hehir                   | Alfred Grenda · Gordon Walker                  | Frank Corry · Reginald McNamara       |
| 1912      | No disputats                                   |                                                |                                       |
| 1913      | Frank Corry · Reginald McNamara                | Donald Kirkham · Robert Spears                 | Fred Keefe · Bert Scott               |
| 1914-1919 | No disputats                                   |                                                |                                       |
| 1920      | Charles Osterriter · Willy Spencer             | Frank Corry · Alfred Grenda                    | Alec McBeath · Ernest Priestley       |
| 1921      | No disputats                                   |                                                |                                       |
| 1922      | George Hammond · Ken Ross                      | Harris Horder · Ron Munroe                     | Ted Byron · Dick Marshall             |
| 1923      | No disputats                                   |                                                |                                       |
| 1924      | Frank Corry · Cecil Walker                     | Charly Jaeger · W. Keller                      | Jack Fitzgerald · Fred Wells          |
| 1924      | George Dempsey · Ken Ross                      | Jack Fitzgerald · Dick Marshall                | Eric Gibaud · Hubert Opperman         |
| 1926      | No disputats                                   |                                                |                                       |
| 1927      | Jack Fitzgerald · Ken Ross                     | Les Hammond · Harold Moodie                    | Grant Pye · H. Rogers                 |
| 1928-1937 | No disputats                                   |                                                |                                       |
| 1938      | Joe Parmley · Len Rogers                       | Gino Bambagiotti · Ernie Greig                 | Hilton Bloomfield · Harold Latta      |
| 1939      | Joe Buckley · Stan Parsons                     | Hilton Bloomfield · Len Rogers                 | Ernie Greig · Harold Latta            |
| 1941 (1)  | Robert Porter · Len Rogers                     | Hilton Bloomfield · Ray Brooking               | Ernie Greig · Arthur Windon           |
| 1941 (2)  | Ray Brooking · Bill Guyatt                     | Charles Rampelberg · Hugh Smith                | Jim Coleman · Randall Cook            |
| 1942      | Bill Guyatt · Jack Walsh                       | Randall Cook · Len Rogers                      | Hilton Bloomfield · Ray Dunbier       |
| 1943      | No disputats                                   |                                                |                                       |
| 1944      | Stan Parsons · Harold Smith                    | John Kohlenberg · Len Rogers                   | Jim Coleman · F. Frickle              |
| 1945-1953 | No disputats                                   |                                                |                                       |
| 1954      | Morrie Martin · Jim Nestor                     | Harold Jensen · Keith Manny                    | Douglas Stanford · Brian Hayden       |
| 1955-1956 | No disputats                                   |                                                |                                       |
| 1958      | Peter Brotherton · Sidney Patterson            | Giuseppe Chiesa · Frederico Mason              | Bruce Clarke · Robert Leach           |
| 1959      | Peter Panton · Sidney Patterson                | John Green · John Young                        | Dudley Crowe · Ray Crowe              |
| 1960      | No disputats                                   |                                                |                                       |
| 1961      | John Green · John Young                        | Peter Panton · Claus Stiefler                  | Ron Grenda · Fred Roche               |
| 1962      | Ernest Corney · Alan McLennan · Keith Reynolds | Orazio Damico · Sidney Patterson · Nino Solari | Alex Fulcher · Kerry Hoole · Bob Ryan |
| 1963-1973 | No disputats                                   |                                                |                                       |
| 1974      | Frank Atkins · Danny Clark                     | John Bylsma · Hilton Clarke                    | Keith Oliver · Robert Whetters        |